# Matghara
Matghara és el nom d'una tribu amaziga zeneta del gran grup dels butr, germans del matmata, kunya, lamaya, saddina, madyuna, maghila i altres formant en conjunt el grup anomenat Banu Fatin. Foren originaris de Tripolitana però van emigrar cap a Algèria i el Marroc i els grups més orientals esmentats per Ibn Khaldun vivien a Miliana i Ténès. Al Marroc hi havia el grup de Fes, el grup del mig Atles prop de Taza (modernament els Ayt Warayn), i el grup dels oasis a la regió de Sigilmasa (a la ciutat van formar la majoria de la població).

## Història
Un cap matghara, el famós Maysara, va dirigir la revolta contra els invasors àrabs el 749. Sota Idris I el cap de la tribu, xeic Bahlul, es va declarar pel califa de Bagdad, però finalment es va sotmetre als idríssides. Posteriorment no van jugar cap paper polític però es van mantenir semiindependents fins al segle xvii quan els seus territoris foren poblats per altres grups que venien del sud. Un grup matghara del litoral a Nadruma es van aliar als Kumya i foren auxiliars dels almohades sota domini dels quals van edificar la fortalesa de Tawunt. Després es van sotmetre als marínides però foren aniquilats pels rivals d'aquests, els abdalwadites de Tlemcen, sota Abu-Yahya I Yaghmuràssan ibn Zayyan (1236-1283).